# Francisco Esteban Granados
Francisco Esteban Granados, més conegut com a Paco Esteban (Màlaga, 21 d'agost de 1981) és un futbolista professional que es troba sense equip des de 2012.
La carrera esportiva de Paco Esteban comença al Granada CF, però la temporada següent, la 2002-2003 va fitxar pel Màlaga CF on va tenir presència tant al primer equip com al filial, que en aquells moments estava a Segona Divisió B, però que la temporada següent ascendí fins a la Segona Divisió. La temporada 2005-2006 va anar cedit durant un temps al CF Ciudad de Murcia. La temporada següent se n'anà al Polideportivo Ejido i l'estiu del 2007 va fitxar pel Granada 74. La temporada següent fitxà pel Girona cridat a cobrir la baixa de Miki Albert. Altres clubs pels quals ha passat són: Elx CF, Ontinyent CF i CD Alcoià. El 2010 va rebre una dura sanció per mossegar un jugador del Villarreal B. El 2017 en una entrevista va reconèixer que durant la seva època al Granada s'havien comprat partits.